# Célia Aymonier
Célia Aymonier (Pontarlier, 5 augustus 1991) is een Franse voormalig biatlete en langlaufster.

## Carrière

### Langlaufen
Célia Aymonier nam deel aan haar eerste Junior Wereldkampioenschappen in Praz de Lys, Frankrijk in 2009, waar ze 29ste werd op de sprint, 48ste op de achtervolging en negende op de sprint. Het jaar daarop, tijdens het evenement in Hinterzarten, eindigde zij als negende in de sprint, 26e op de vijf kilometer klassiek, 31e op de achtervolging en zevende op de estafette. Dat jaar won ze de algemene junior langlaufwedstrijd in de OPA Cup, of Coupe des Alpes. Ze maakte haar wereldbekerdebuut in december 2010 in La Clusaz in een wedstrijd over 15 km vrije start waar ze 52ste eindigde. Voor de Junior World Cup 2011, gehouden in Otepää, eindigde ze 12e in de vijf kilometer vrije race, 23e in de sprint; ze liet de achtervolging achter zich en eindigde 10e in de estafette. In 2012 nam ze in de U23-categorie deel aan de wereldkampioenschappen in Erzurum, waar ze tiende werd op de sprint, 24e op de 10 km klassiek en 28e op de skiatlon. In 2012, in haar eerste jaar als senior, won ze de OPA Cup, wat haar deelname aan de wereldbekerwedstrijden voor het volgende seizoen garandeerde. Zij nam deel aan de start van de wereldbeker 2012-2013. In Liberec, voor de U23 Werledkampioenschappen, eindigde ze 18e in de sprint en achtste in de skiatlon. Zij nam ook deel aan de wereldkampioenschappen in Val di Fiemme. Ze werd uitgeschakeld in de sprintkwalificaties, eindigde 36e in de skiatlon en tiende in de Team sprint waar ze samen met Coraline Hugue werd opgesteld. Zij maakte toen deel uit van de estafette, met Aurore Jean, Anouk Faivre-Picon en Coraline Hugue, die op de zesde plaats eindigde4.
Ze won de zilveren medaille op de tien kilometer klassiek bij de wereldkampioenschappen 2014 U23 in Val di Fiemme, achter de Noorse Martine Ek Hagen. De dag ervoor was ze negende geworden op de vrije sprint. Ze volgde dit op met de Olympische Spelen in Sochi, waar ze vierde werd op de estafette. Ze eindigde als 20e in de skatlon, werd vervolgens uitgeschakeld in de sprintkwalificaties, voordat ze als 25e eindigde in de klassieke 10 km. Met de Franse estafette, eveneens bestaande uit Coraline Thomas Hugue, Anouk Faivre-Picon en Aurore Jean, eindigde zij als vierde, de beste prestatie van de vrouwenestafette op een groot kampioenschap, waarbij Zweden won vóór Finland en Duitsland. Ze eindigde ook als elfde in de Team Sprint met Aurore Jean. Ze eindigde op de 64e plaats in de algemene World Cup ranking. Zij nam deel aan de skitour en werd 19e in de vrije sprint in Val Mustair en vervolgens 17e in de klassieke vijf kilometer in Toblach. Ze eindigde de wedstrijd uiteindelijk op de 30e plaats.
Tijdens het seizoen 2014-2015 behaalde ze haar eerste punten in Davos met een 28e plaats op de klassieke tien kilometer, gevolgd door een 24e plaats een week later en nog steeds op dezelfde locatie, op de vrije tien kilometer. In januari nam ze deel aan de wedstrijd in Rybinsk, waar ze negende werd in de 10 km vrije race. De volgende dag slaagde zij er niet in de halve finales van de sprint te bereiken. In de derde wedstrijd van deze etappe eindigde zij als 21e in de skiatlon. Vervolgens werd zij in Oestersund veertiende op de tien kilometer vrije race. Op de wereldkampioenschappen in Falun verloor ze in de kwartfinales van de sprint om 28e te worden, voordat ze zesde werd met Coraline Thomas Hugue van het Sprint Team. Daarna werd ze 18e op de 10 km vrij, waar Anouk Faivre-Picon vijfde werd. Met de estafette eindigde ze op de achtste plaats. In haar laatste race, de dertig kilometer, eindigde ze op de 27e plaats.
In mei 2015 kondigde Celia Aymonier haar besluit aan om van discipline te veranderen en terug te keren naar biatlon, een discipline die zij als jeugdatlete had beoefend voordat zij die in 2007 opgaf. Haar palmares in het langlaufen was twee top 10's, twee top 15's, vijf top 20's en vijf top 30's in individuele onderdelen.

### Biatlon
Célia Aymonier eindigde in Idre op de derde plaats in de sprint, de eerste wedstrijd van het IBU Cup16-seizoen 2015-2016, waardoor ze geselecteerd kon worden voor de wereldbeker biatlon in Hochfilzen, waar ze op 11 december 2015 deelnam aan haar eerste elite-evenement. Begin januari keerde ze terug op het IBU-circuit tijdens de etappe van Nové Město, waar ze derde werd in een sprint en vervolgens vijfde in de tweede sprint, die daar werd gewonnen door Anaïs Chevalier. Daarna nam ze deel aan haar eerste wereldbeker estafette in Ruhpolding waar Frankrijk zevende werd.
Op 11 december 2016, tijdens het WK 2016-2017, behaalde ze haar eerste podium met de estafette in Pokljuka, met een tweede plaats achter Duitsland, vergezeld door Anaïs Chevalier, Justine Braisaz en Marie Dorin. In de volgende estafette, in januari in Ruhpolding, nam ze de rol van laatste estafetteloopster op zich op de tweede plaats achter Duitsland, waarbij Anaïs Bescond de plaats van Marie Dorin innam. In februari, bij de wereldkampioenschappen in Hochfilzen, maakte zij deel uit van de estafetteploeg met Anaïs Chevalier, Justine Braisaz en Marie Dorin, die de bronzen medaille won achter Duitsland en Oekraïne. Op individueel niveau eindigde ze 25e in de individuele, negende in de sprint, waar Anaïs Chevalier de bronzen medaille won en Marie Dorin zevende werd, negende in de achtervolging en 17e in de massastart. In maart, in Kontiolahti, behaalde zij haar beste wereldbekerresultaat door zevende te worden in een sprint gewonnen door Tiril Eckhoff. De volgende dag werd ze achtste in de achtervolging, gewonnen door Laura Dahlmeier. Aan het eind van het seizoen verklaarde zij zich tevreden met haar seizoen, waarin zij van de 48e plaats naar de 21e plaats op de wereldranglijst was gestegen.
Haar eerste top 10 van het seizoen 2017-2018 behaalde ze op de Hochfilzen Individual, waar ze tiende werd. Tijdens deze etappe eindigde ze als derde met de estafette die ook bestond uit Marie Dorin-Habert, Justine Braisaz en Anaïs Bescond. In Frankrijk, in Le Grand-Bornand, eindigde ze respectievelijk 32e, 22e en 16e in de sprint, achtervolging en massastart. 28e in de sprint en 15e in de achtervolging, nam ze deel aan de overwinning van de Franse estafette, met Anaïs Bescond, Anaïs Chevalier en Justine Braisaz in Oberhof, de eerste overwinning in de discipline sinds twee jaar. Tijdens de etappe van Ruhpolding heeft ze de individuele race opgegeven vanwege rugpijn. Als vierde in de estafette achter Marie Dorin, Anaïs en Chloé Chevalier startte ze als derde, maar door een gebrek aan vertrouwen had ze veel moeite op de schietbaan en moest ze twee strafrondes toegeven, waardoor ze als negende eindigde. Celia Aymonier behaalde de eerste 10 op 10 van haar sprintcarrière tijdens de slotetappe van de wereldbeker 2018-2019 op 21 maart in Olso, wat leidde tot haar beste internationale resultaat, en haar eerste "bloemenceremonie", want ze werd vierde in de door Anastasia Kuzmina gewonnen wedstrijd.
Ze ging aan het einde van het seizoen 2019-2020 op 28-jarige leeftijd met pensioen.

## Privéleven
Ze is getrouwd met biatleet Simon Desthieux en kreeg in 2021 een zoon.

## Resultaten

### Biatlon

#### Olympische Winterspelen
| 2018 | Pyeongchang | 48e | – | – | – | – | – |

#### Wereldkampioenschappen
| Jaar | Plaats            | Onderdeel   | Onderdeel | Onderdeel     | Onderdeel  | Onderdeel | Onderdeel          | Onderdeel                 |
| Jaar | Plaats            | Individueel | Sprint    | Achtervolging | Massastart | Estafette | Gemengde estafette | Single gemengde estafette |
| ---- | ----------------- | ----------- | --------- | ------------- | ---------- | --------- | ------------------ | ------------------------- |
| 2016 | Oslo Holmenkollen | –           | 64e       | –             | –          | –         | –                  |                           |
| 2017 | Hochfilzen        | 25e         | 9e        | 9e            | 17e        | Brons     | –                  |                           |
| 2019 | Östersund         | 20e         | 23e       | 18e           | 20e        | 8e        | –                  | –                         |
| 2020 | Antholz           | 28e         | 15e       | 30e           | 11e        | 14e       | –                  | –                         |

#### Wereldbeker
Eindklasseringen
| Seizoen   | Algemeen | Individueel | Sprint | Achtervolging | Massastart |
| --------- | -------- | ----------- | ------ | ------------- | ---------- |
| 2015/2016 | 48e      | 61e         | 39e    | 47e           | 36e        |
| 2016/2017 | 22e      | 49e         | 12e    | 15e           | 32e        |
| 2017/2018 | 24e      | 44e         | 23e    | 27e           | 23e        |
| 2018/2019 | 24e      | 31e         | 16e    | 18e           | 31e        |
| 2019/2020 | 28e      | 37e         | 22e    | 27e           | 35e        |

Wereldbekerzeges
| Nr.       | Datum            | Plaats            | Onderdeel          |
| Estafette | Estafette        | Estafette         | Estafette          |
| --------- | ---------------- | ----------------- | ------------------ |
| 1.        | 7 januari 2018   | Oberhof           | 4 x 6 km estafette |
| 2.        | 17 maart 2018    | Oslo Holmenkollen | 4 x 6 km estafette |
| 3.        | 17 februari 2019 | Soldier Hollow    | Gemengde estafette |

### Langlaufen

#### Olympische Winterspelen
| Jaar | Plaats | Resultaten |
| ---- | ------ | --- |
| 2014 | Sotsji | 25e 10 km (klassieke stijl) 20e 15 km skiatlon 11e Teamsprint (klassieke stijl) 4e 4×5 km estafette 39e Sprint |

### Wereldkampioenschappen
| Jaar | Plaats        | Resultaten |
| ---- | ------------- | --- |
| 2013 | Val di Fiemme | 36e Sprint (klassieke stijl) 36e 15 km skiatlon 10e Teamsprint (vrije stijl) 6e 4×5 km estafette                             |
| 2015 | Falun         | 28e Sprint (klassieke stijl) 18e 10 km vrije stijl 27e 30 km klassieke stijl 6e Teamsprint (vrije stijl) 8e 4×5 km estafette |

### Wereldbeker
| Legenda | Legenda            |
| ------- | ------------------ |
| TdS     | Tour de Ski        |
| NO      | Nordic Opening     |
| LT      | Lillehammer Triple |
| RT      | Ruka Triple        |
| WBF     | Wereldbekerfinale  |
| STC     | Ski Tour Canada    |
| ST      | Ski Tour           |

Eindklasseringen
| Seizoen   | Algm | DI  | SP  | TdS |
| --------- | ---- | --- | --- | --- |
| 2010/2011 | –    | –   | –   | –   |
| 2011/2012 | –    | –   | –   | –   |
| 2012/2013 | 56e  | 46e | 55e | DNF |
| 2013/2014 | 64e  | 46e | 63e | 32e |
| 2014/2015 | 37e  | 32e | 24e | 30e |